# Um Segredo Esquecido para Atear Paixões
Um Segredo Esquecido para Atear Paixões é uma obra de poesia da escritora portuguesa Sílvia Raposo, publicada em 2015 e integrada na colecção Prazeres Poéticos.

## Aos olhos da autora
"Para mim a escrita é um lugar que permite reescrever a história, possibilitando contá-la como seu sujeito, procurando assim escapar às memórias de carácter hegemónico. Acredito no carácter militante das expressões artísticas ao assumir que através da poesia um gigantesco abcesso social pode ser vazado e que as artes ainda têm a capacidade de ser um espaço marginal e periférico, tornando-se zona de refúgio e um lugar onde nos é possível exercer a capacidade crítica."

## Resumo/contexto da obra literária
Um Segredo Esquecido para Atear Paixões: Quotidianos pitorescos, românticos e poéticos escritos no feminino é uma obra poética da escritora, dramaturga e produtora da Companhia Vidas de A a Z, Sílvia Raposo que foi lançada a 4 de Setembro de 2015. Trata-se de uma obra poética, escrita no feminino que percorre questões existenciais e sociopolíticas, numa abordagem inovadora e político-consciente da poesia contemporânea. Faz referência a temas como a violência doméstica, a imigração forçada, conflitos armados, a crise europeia, mas também instiga o leitor a embarcar em histórias de amor. Uma visão pictórico-critica sobre as sociedades, numa poesia além-fronteiras que se propõe a atear as mais variadas paixões.
As apresentações literárias foram acompanhadas de vários momentos de declamação, interpretados pela Companhia Profissional de Teatro Vidas de A a Z, numa simbiose artística entre a arte poética e performativa.
O lançamento da obra realizou-se na Livraria Desassossego no dia 4 de Setembro, tendo como oradores convidados o Dr. Prof. Armando Nascimento Rosa e o investigador Jorge Trigo. A obra foi apresentada também noutros espaços literários, nomeadamente, na Ler Devagar, Biblioteca Municipal D. Dinis, Biblioteca Lúcio Craveiro da Silva e Biblioteca de São Lázaro.

## Excertos
“Rosto de inúmeras faces que o espelho reflecte, só habitam um vidro lustroso e antigo, mas no reduto da escrita encaro-as de novo... São um gesto desferido na paixão ardente, uma chama que ateia o corpo febril, um frio indigesto que se esfria no ventre, noites que narradas são mais do que mil. E nela me encontro, sem dó ou avale, de face velada em formosos mantos, num húmido hammãm, sobre novos rostos, sobre uma luz filtrada por novos encantos... Entre véus vermelhos, sobre vãs vielas, sobre novos espelhos, sobre cidadelas... Em paletas tintas de viçosas cores, em velhos perfumes, em novos sabores... Em olhares vazios, em chamas que espreitam, candelabros mancos que em mim se endireitam... Em corpos temperados, velados em críticas, em amores manchados, em cúpulas políticas... Por cravos e caules, em paixões despertas, em beijos cansados, em danças incertas... Em velhas fachadas, em noites brilhantes, em banhos de mel, manhãs carpidantes... ”
“Não são nossas as menções/A história cumpriu-se atrás/Mas herdamos nós de Camões/O olho que em Ceuta jaz.”
“Um jornal encarta notícia recente/ Num castiço tampo de mesa pousado/ Já partiu mais gente, já partiu mais gente/ Do jardim à beira mal plantado.”

## Nota breve sobre a autora

A autora Sílvia Raposo.

Sílvia Raposo nasceu em Lisboa, em 1993. É antropóloga de formação e iniciou-se na escrita poética por incentivo do seu avô José Raposo. É investigadora na área da antropologia, sendo que no âmbito académico empreendeu diversos projectos de investigação sobre o papel do teatro enquanto instrumento de resistência política. Integra a produção e o elenco da companhia teatral Vidas de A a Z. Autodidata, sempre foi apaixonada pelas artes, desde a poesia, à pintura, ao desenho, ao teatro e às artes gráficas. Enquanto dramaturga escreveu, em coautoria com Mónica Gomes, as peças VIDAS DE A a Z: Viver 100 vidas em que vidas que não vivem, Amar ou Não Há Tragédia Sem Comédia e Eu Sou Mediterrâneo: um espectáculo sobre a banalidade do mal